# Meridiaanring

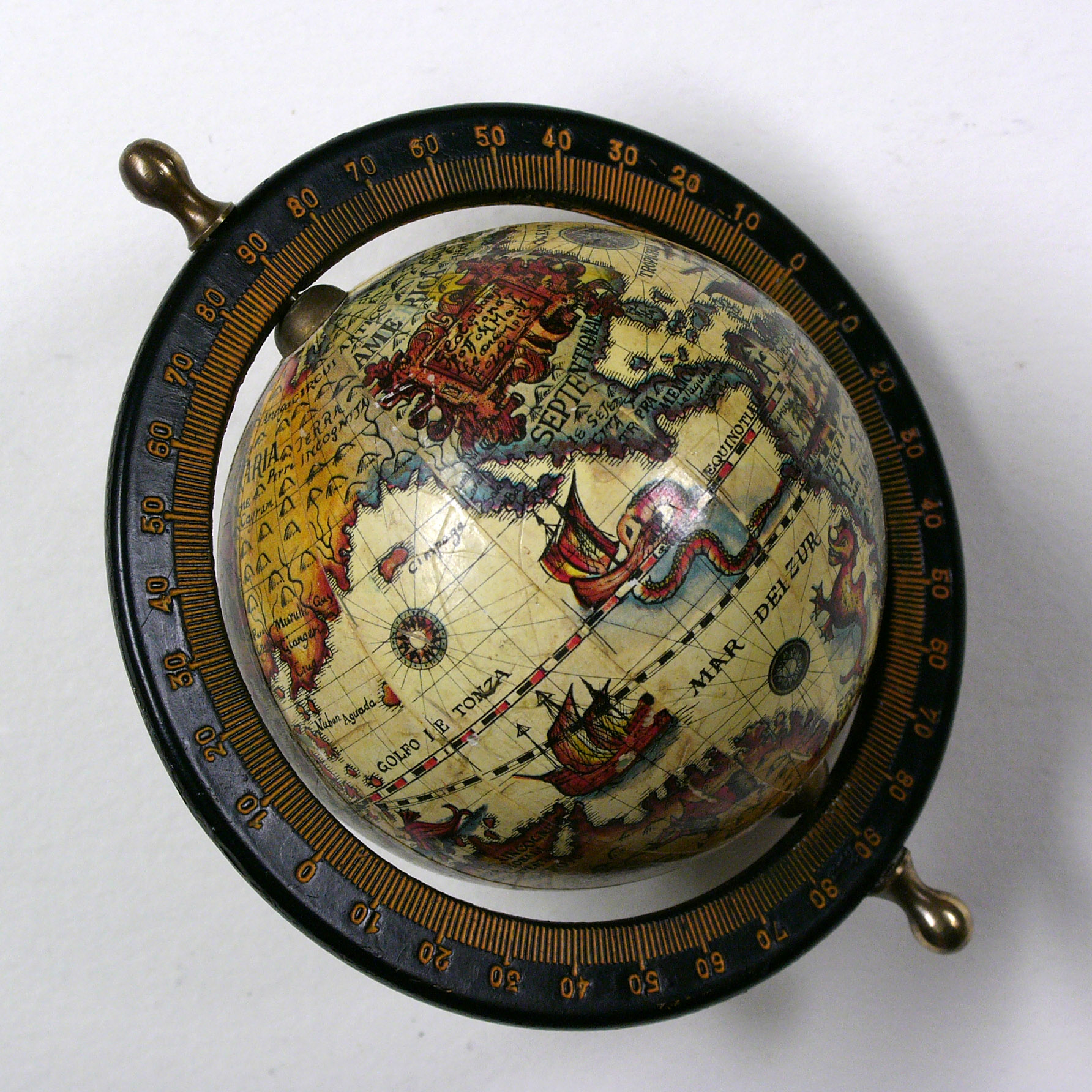
Een globe in een naar verhouding robuuste meridiaanring

Een meridiaanring was een onderdeel van een globe waarmee de breedtegraad van een plek op Aarde kon worden bepaald. Een globe werd met een as door de polen zodanig in de ring gemonteerd dat de bol vrij kon draaien. Met een schaalverdeling op de meridiaanring, van 0° op de evenaar tot 90° op de pool kon de geografische breedte worden afgelezen.
De Griekse geograaf en astronoom Claudius Ptolemaeus (ca. 90-168) was de eerste die het gebruik van een meridiaanring bij globes voorstelde. De oudste bewaard gebleven aardglobe, de Erdapfel uit 1492, is voorzien van een meridiaanring. Tot in de negentiende eeuw werden globes meest van zo'n ring voorzien. Nadat globemakers breedtecirkels op de globes gingen drukken, verloor de meridiaanring aan functie. In de negentiende eeuw verloor de globe zijn functie als wetenschappelijk instrument en werd het een massaproduct voor thuis of op school. Uit kostenoverwegingen verdwenen in die tijd extra's als de meridiaanring en de horizonring en werd het onderstel vereenvoudigd.